# N317 (België)
De N317 is een gewestweg in de Belgische provincie West-Vlaanderen. De weg verbindt Oostende met Wenduine, een deelgemeente van De Haan. De weg heeft een totale lengte van ongeveer 13 kilometer.

## Traject
De N317 loopt vanaf de N34 in Oostende grotendeels parallel met diezelfde N34 langs de landzijde. Vanaf Vosseslag, waar de twee rijrichtingen van de N34 uit elkaar lopen, loopt de N317 meer landinwaarts. Bij het binnenkomen van Wenduine, loopt de N317 eventjes samen met de N34 om het laatste deel door het centrum van Wenduine te gaan (en dan aan de zeezijde van de N34 te lopen). Bij het verlaten van Wenduine sluit de N317 opnieuw aan bij de N34.
Op verschillende plaatsen zijn er aansluitingen met de N34 mogelijk.